# 康考
康考（英語：Concow）是位於美國加利福尼亞州比尤特縣的一個人口普查指定地區。

## 地理
康考的座標為39°44′14″N 121°30′52″W / 39.73722°N 121.51444°W，而該地最高點為海拔高度611米（即2005英尺）。

## 人口
根據2010年美國人口普查的數據，康考的面積為71.950平方千米，當中陸地面積為70.981平方千米，而水域面積為0.969平方千米。當地共有人口710人，而人口密度為每平方千米9人。